# Летище „Тулуза-Бланяк“
Летище „Тулуза-Бланяк“ (на френски: Aéroport de Toulouse – Blagnac, Летище на Тулуза – Бланяк) се намира в Южна Франция и обслужва град Тулуза и прилежащия район. Намира се за 6,7 км западно-северозападно от Тулуза и частично разположено в Бланяк в департамент От Гарон в регион Юг-Пиренеи. Край него се намира самолетостроителен завод и седалището на компанията „Еърбъс“ и самолетостроителен завод на „АТР“, където тестват своите самолети. Летището има 2 писти: първата е с дължина 3500 м, а втората – 3000 м.

## Авиокомпании

### Зала B
| Авиокомпания      | Град – Летище |
| ----------------- | --- |
| Alitalita         | Рим „Фиумичино“ |
| Brussels Airlines | Брюксел |
| Eurowings         | Хамбург |
| Lufthansa         | Мюнхен, Франкфурт |
| Ryanair           | Берлин „Шьонефелд“, Брюксел „Шарлероа“, Варшава „Модлин“, Лисабон (от 26 март 2017), Лондон „Станстед“, Мадрид, Малта, Неапол (от 3 май 2017), Фес |
| TAP Portugal      | Лисабон |
| Twin Jet          | Мец-Нанси, Милано „Малпенса“, Фридрихсхафен, Цюрих                                                                                                 |
| Vueling           | Барселона Сезонни: Ибиса, Малага, Палма де Майорка                                                                                                 |
| Air France        | Париж „Орли“, Париж „Шарл дьо Гол“ |

### Зала C
| Авиокомпания        | Град – Летище |
| ------------------- | --- |
| easyJet             | Агадир, Амстердам, Базел/Мюлуз, Бристъл, Брюксел, Женева, Лил, Лион, Лондон „Гетуик“, Лондон „Лутън“, Милано „Малпенса“, Нант, Ница, Париж „Орли“, Париж „Шарл дьо Гол“, Рим „Фиумичино“, Севиля, Фаро Сезонни: Бастия, Берлин „Шьонефелд“, Дубровник, Палма де Майорка, Порто, Пула, Фигари |
| easyJet Switzerland | Базел/Мюлуз, Женева |
| HOP!                | Лил, Лион, Марсилия, Нант, Ница, Рен, Страсбург Сезонни: Калви, Фигари |
| KLM Cityhopper      | Амстердам |
| Turkish Airlines    | Истанбул „Ататюрк“ |
| Volotea             | Венеция, Гран Канария (от 17 декември 2016), Страсбург Сезонни: Аликанте (от 2 април 2017), Аячо, Бастия, Брест, Малага, Палермо, Палма де Майорка, Прага, Сплит, Фигари |

### Зала D
| Авиокомпания    | Град – Летище       |
| --------------- | ------------------- |
| British Airways | Лондон „Хийтроу“    |
| Flybe           | Единбург, Манчестър |

1. ↑  www.aeroport.fr